# Gagrella elegans
Gagrella elegans is een hooiwagen uit de familie Sclerosomatidae.